# Parachute (Atari 2600)
Parachute es un videojuego desarrollado en 1983 por Gem International Corporation y distribuido por Home Vision para la consola Atari 2600. También distribuido por Rainbow Vision con el nombre Von Himmel durch die Hoelle (Del cielo al infierno en alemán).

## Objetivo del juego
Antes de iniciar el juego, el jugador debe seleccionar si desea recorrer 15000, 10000 o 5000 kilómetros por nivel (más kilómetros hacen cada nivel más largo). Después de esto, la acción comienza: el jugador debe guiar a un paracaidista hacia tierra firme evitando los helicópteros, aves y globos aerostáticos que vagan por el firmamento. Cada nivel finaliza al tocar el suelo evitando al soldado que se encuentra patrullando en la zona. Si el paracaidista aterriza en el medio de la pantalla, recibirá 1000 puntos por la hazaña y una vida extra. Aterrizar lejos del centro significará una menor ganancia de puntos, pero aun así se recibirá una vida de regalo.